# بلایند ریور (انتاریو)
بلایند ریور (به انگلیسی: Blind River) یک منطقهٔ مسکونی در کانادا است که در بخش الگوما واقع شده‌است. بلایند ریور ۳٬۴۷۲ نفر جمعیت دارد.